# Ilesa East
Ilesa East è una delle trenta aree a governo locale (local government area) in cui è suddiviso lo stato di Osun, in Nigeria.
Estesa su una superficie di 71 chilometri quadrati, conta una popolazione di 106.586 abitanti.